# Đoàn Thị Lâm Oanh
Đoàn Thị Lâm Oanh, född 6 juli 1998 i Quang Binh, Vietnam, är en volleybollspelare (passare). 
Lâm Oanh spelar för Vietnams landslag och har med dem bland annat tagit medaljer vid sydostasiatiska spelen och asiatiska U23-mästerskapen. Hon var med i laget som vann AVC Challenge Cup 2023 och blev själv utsedd till turneringens bästa passare. På klubbnivå har Lâm Oanh spelat för Bộ Tư lệnh Thông tin i Vietnam och Supreme VC i Thailand.